# فیلم پورنو

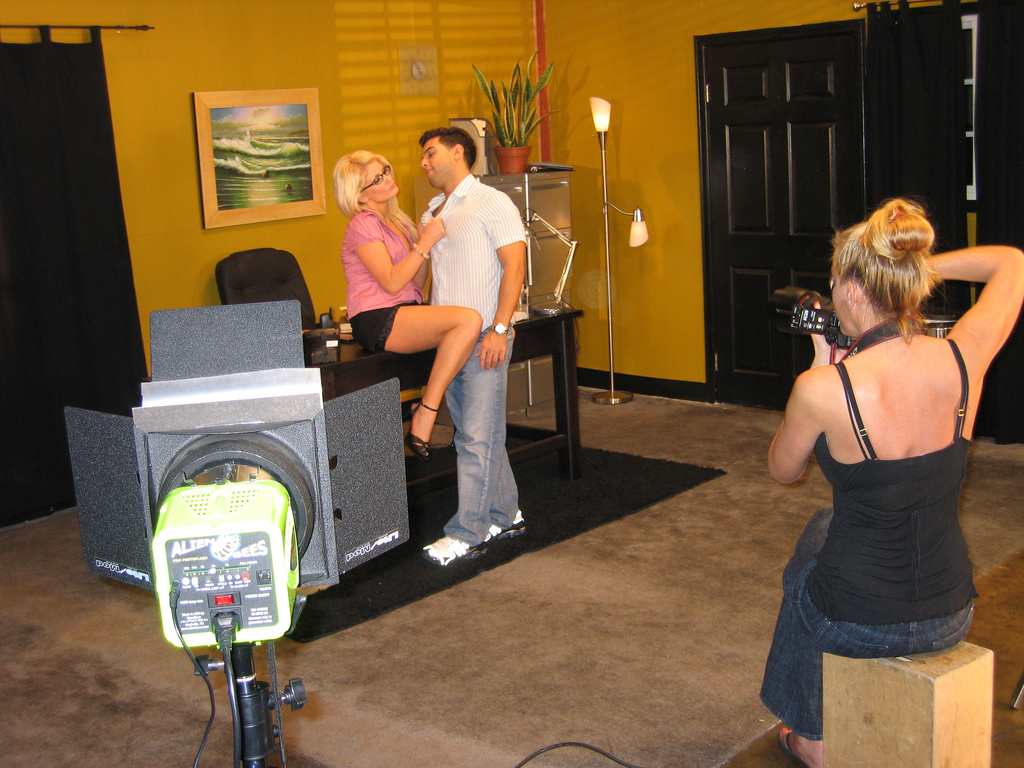
صحنه یک فیلم پورنوگرافی قبل از «حرکت» (شروع فیلمبرداری)

فیلم پورنوگرافی (پورن)، فیلم سوپر یا فیلم سکس، فیلم‌های وابسته به عشق شهوانی یا فیلم‌های جنسی، فیلم‌هایی هستند که موضوعات صریح و بی پرده جنسی را به منظور تحریک جنسی و رضایت بیننده ارائه می‌دهند. فیلم‌های پورنوگرافی تخیلات جنسی را ارائه می‌دهند و معمولاً شامل مواد محرک اروتیک مانند برهنگی (سافتکور) و آمیزش جنسی (هاردکور) هستند. گاهی بین فیلم‌های «وابسته به عشق شهوانی» و «پورنوگرافیک» تمایز گذاشته می‌شود، زیرا دسته اخیر حاوی سکسوالیته صریح تری است و بیشتر بر تحریک تمرکز دارد تا داستان سرایی، اما تمایز بسیار ذهنی است.
بر باور مخالفان فیلم پورنو، اعمال بازیگران فیلم‌های پورنوگرافی تأثیرات بد و مخربی بر نگرش و رفتار جنسی خشونت‌بار نوجوانان دارد و باعث احترام‌زدایی و شیءانگاری از انسان‌ها می‌شود. فروش یا اجارهٔ فیلم‌های رده بزرگسالان از هر نوع، در کشورهای غربی و شرقی به افراد زیر سن قانونی ممنوع است.

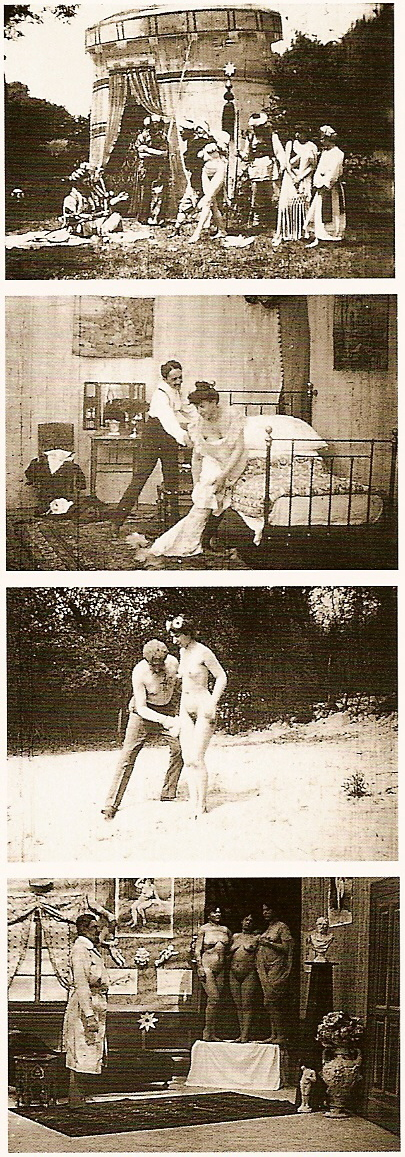
تصاویری از یک فیلم پورنو سیاه و سفید اتریشی به سال ۱۹۰۶ میلادی

فیلم‌های پورنوگرافی بسته به میزان تقاضا و فناوری موجود، در رسانه‌های مختلف تولید و توزیع می‌شوند، از جمله سهام فیلم‌های سنتی در قالب‌های مختلف، فیلم برای تماشای خانه، دی وی دی، بارگیری اینترنتی، تلویزیون کابلی و سایر رسانه‌ها. امروزه فیلم‌های پورنوگرافیک از طریق اینترنت، کانالهای ویژه و پرداخت به ازای هر کابل و ماهواره نشان داده می‌شود.
فیلم‌هایی با محتوای پورنو از زمان اختراع فیلم در دهه ۱۸۸۰ تولید شده‌اند. تولید چنین فیلم‌هایی سودآور بود و تعدادی از تهیه‌کنندگان تخصص خود را در تولید کردند. با این حال، گروه‌های مختلف در جامعه چنین تصوراتی را غیراخلاقی می‌دانستند، و آنها را «پورنوگرافیک» می‌نامیدند، و تلاش می‌کردند تا آنها را با درجات مختلف موفقیت تحت قوانین فحاشی سرکوب کنند. چنین فیلم‌هایی همچنان تولید می‌شدند اما فقط از طریق کانال‌های زیرزمینی توزیع می‌شدند. از آنجا که تماشای چنین فیلم‌هایی دارای یک ننگ اجتماعی بود، آنها در خانه‌های فاحشه خانه، سالن‌های سینمای بزرگسالان، مهمانی‌های دزدی، در خانه، کلوپ‌های خصوصی و همچنین در سینماهای شبانه مورد بازدید قرار گرفتند.
فقط در دهه ۱۹۷۰، در دوران طلایی پورنو، فیلم‌های پورنوگرافی نیمه قانونی شدند. و تا دهه ۱۹۸۰، پورنوگرافی در ویدئوی خانگی به توزیع گسترده‌تری دست یافت. ظهور اینترنت در اواخر دهه ۱۹۹۰ و اوایل دهه ۲۰۰۰ به‌طور مشابه نحوه توزیع فیلم‌های پورنوگرافی را تغییر داد، رژیم‌های سانسور در سراسر جهان و پیگردهای قانونی «فحاشی» را پیچیده کرد.

## ریشه‌شناسی نام
پورنو- (porno-) از یونانی باستان پورنیا (πορνεία) به معنی روسپی، روسپی‌گری و -گرافی (-graphy) از یونانی گرافو (γράφω) به معنای نوشتن، نگاشتن، انگاشتن است.
از این فیلم‌ها، به عنوان فیلمِ اروتیک نیز نام برده می‌شود.

## اقتصاد پورنوگرافی
در سطح جهانی، صنعت پورنوگرافی تجارتی عظیم با درآمدی حدود ۹۷ میلیارد دلار است.
شهر لس‌آنجلس در ایالات متحده آمریکا، مرکز تجارت چند میلیارد دلاری صنعت پورنوگرافی است.
درآمد بازیگران بسته به محبوبیت، تجربه، درخواست مخاطبان و نوع رابطهٔ جنسی متفاوت است. به‌عنوان مثال بازی در صحنه‌های خودارضایی یا همجنسگرایی زنان نسبت به آمیزش جنسی زن و مرد درآمد کمتری دارد. بازیگران زن برای حفظ زیبایی ظاهر و بدن خود مجبور به پرداخت هزینه جهت عمل‌های زیبایی صورت، گونه، لب و پستان هستند در حالی‌که بازیگران مرد عموماً چنین هزینه‌های را متحمل نمی‌شوند. با این حال، درآمد بازیگران زن به‌طور میانگین در مقایسه با همکاران مردشان بیشتر است.
بازیگران زن، بابت هر صحنه‌ای که در فیلم‌های پورنو بازی می‌کنند حدود ۶۰۰ تا ۸۰۰ دلار حقوق می‌گیرند. در صورتی‌که اگر همان اعمال جنسی را به‌صورت «خصوصی» انجام دهند، حدوداً دو برابر درآمد بازی در فیلم‌های پورنو می‌توانند پول دریافت کنند. برای بسیاری از بازیگران این‌گونه از فیلم‌ها، کار بازی در فیلم عملی حاشیه‌ای است و بسیاری از بازی در فیلم‌های پورنوگرافی در جهت تبلیغ خود و رونق بخشیدن به «کار شخصی‌شان» استفاده می‌کنند. برای بازیگران مرد گزینه‌ها محدودتر هستند. کار وب‌کم و روسپی‌گری کمتر وجود دارد و حقوق آن‌ها برای بازی در فیلم هم از زنان به‌مراتب کمتر است.

## مسائل مربوط به سلامت
اعمال جنسی در فیلم‌های پورنوگرافی معمولاً به‌طور سنتی و بدون استفاده از کاندوم انجام می‌شود، همراه با خطر ابتلا به بیماری مقاربتی در بین مجریان. در سال ۱۹۸۶ شیوع عفونت ایدز (HIV) وجود داشت که منجر به مرگ چندین بازیگر از طریق ایدز شد. این امر منجر به ایجاد بنیاد مراقبت‌های بهداشتی پزشکی بزرگسالان در سال ۱۹۹۸ شد که به ایجاد یک سیستم نظارت در صنعت فیلم پورنوگرافی ایالات متحده کمک می‌کند، که به بازیگران فیلم‌های پورنوگرافی نیاز دارد هر ۳۰ روز از نظر HIV آزمایش شوند. از سال ۲۰۱۳، عفونت اچ آی وی از مجریان در صنعت پورنوگرافی ایالات متحده نادر بوده‌است، در طی سه دهه بعدی تنها چند شیوع ثبت شده‌است. AIM در ماه مه ۲۰۱۱ درهای خود را بست و به دلیل یک پرونده قضایی ناشی از نشت اطلاعات غیر محرمانه و اطلاعات محرمانه مشتری، از جمله نام و نتایج STD، ورشکستگی کرد.

## جوایز

### ای‌وی‌ان
هرساله تهیه‌کنندگان و دست‌اندرکاران صنعت پورن در آمریکا طی مراسمی در شهر لاس وگاس که به ای‌وی‌ان مشهور است، از بهترین تولیدات فیلم‌های پورنو، تقدیر می‌کنند.